# Evan Bourne
Matthew Joseph Korklan (Saint Louis (Missouri), 19 maart 1983), beter bekend als Matt Sydal, is een Amerikaans professioneel worstelaar die sinds 2020 actief is in All Elite Wrestling en 2023 in Ring of Honor (ROH). Van 2008 tot 2014 kwam hij uit voor de World Wrestling Entertainment. Hij stond bekend onder zijn ringnaam Evan Bourn. HIj is een voormalige WWE Tag Team Champion met Kofi Kingston.
Korklan kwam tevens uit voor verschillende (onafhankelijke) worstelpromtoies, met name in Amerika en Japan. Hij worstelde onder meer uit voor Total Nonstop Action Wrestling (TNA) en Ring of Honor (ROH). Korklan is een voormalige Impact Grand Champion, Impact X Divison Champion en ROH World Tag Team Champion. In Japan kwam hij uit voor New Japan Pro Wrestling (NJPW), grootste worstelfederatie in Japan. Hij is een voormalige IWGP Junior Heavyweight Tag Team Champion en een 2-voudig NEVER Openweight 6-Man Tag Team Champion.
Korklan is bekend voor zijn hoogvliegende en zijn lucha libre-geïnspireerde worstelstijlen. In 2008 won hij de Best Flying Wrestler-prijs van de Wrestling Observer Newsletter.

## Professioneel worstelcarrière 2003-2014

### Beginjaren
In zijn beginjaren was Korklan lid van het worstelteam op zijn school. Korklan startte met trainen in Saint Louis (Missouri) gevestigde worstelpromotie, de Gateway Championship Wrestling (GCW). Na drie maanden training begon Korklan op 20 oktober 2000 te worstelen voor GCW en werd de eerste persoon, die onder de achttienjarige leeftijd, een worstellicentie kreeg in Missouri. Hij veranderde toen zijn ringnaam in Lance Sydal, die voorheen worstelde onder zijn echte naam.

### Onafhankelijke promoties (2003-2004)
In november 2003 worstelde Korklan voor Independent Wrestling Association Mid-South, zijn eerste onafhankelijke promotie. Hij combineerde zijn twee oude ringnamen en worstelde onder de ringnaam Matt Sydal. Op 17 januari 2004 won hij zijn eerste worsteltitel, het IWA Mid-South Light Heavyweight Championship, door J.C. Bailey te verslaan.
Later in dat jaar worstelde Sydal voor National Wrestling Alliance (NWA) in de Midwest.

### Total Nonstop Action Wrestling (2004–2005)
Op Victory Road 2004, een pay-per-viewevenement van Total Nonstop Action Wrestling, was Sydal een van de twintig deelnemers van de X Division Gauntlet for the Gold match. Hij was vooral een jobber en werd nooit geboekt om een wedstrijd te winnen in TNA.

### Ring of Honor (2004–2007)

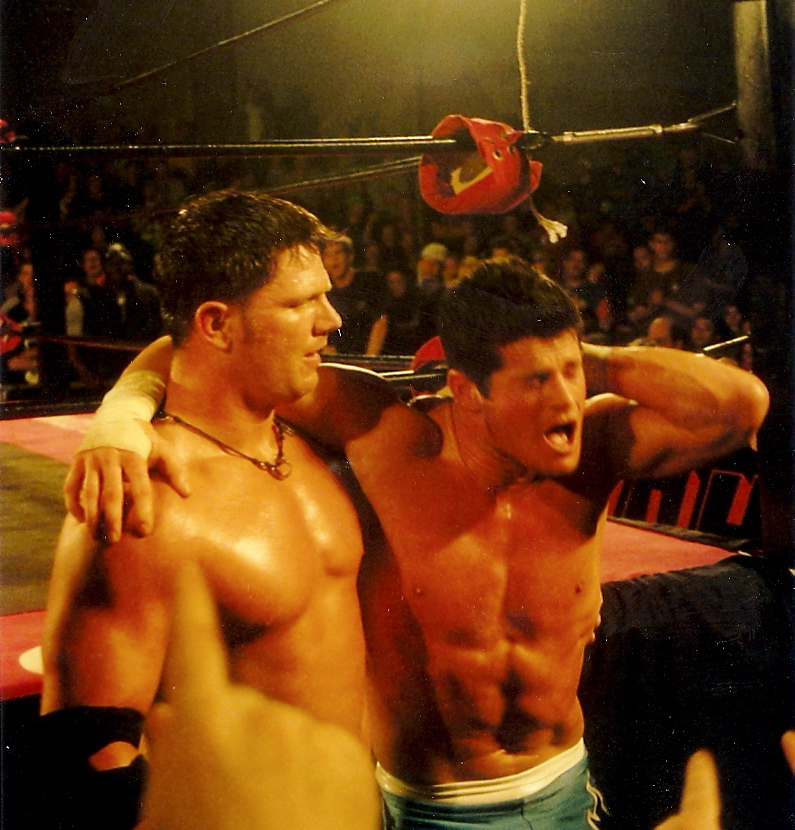
A.J. Styles en Matt Sydal in Ring of Honor in 2007

Op 23 april 2004 debuteerde Sydal in Ring of Honor op het evenement Reborn: Stage One. Tijdens zijn ROH-periode won Sydal één titel, het ROH World Tag Team Championship. Hij won deze samen met Christopher Daniels de titel op 25 november 2006.
Tussendoor kreeg Sydal verscheidene contracten van World Wrestling Entertainment, Total Nonstop Action Wrestling en Dragon Gate aangeboden.

### Dragon Gate en Wrestling Society X (2006–2007)
In mei 2006 begon Sydal te toeren in Japan met Dragon Gate. Tijdens het Dragon Gate's Wrestlejam event, Sydal teamde met Roderick tijdens het evenement Strong Generation Next om de "$10,000 Tag Team Challenge" te winnen.
Sydal was ook deel van het kortlevende MTV-promotie, Wrestling Society X, waar hij deelnam als een heel maar hij worstelde nooit actueel voor de promotie.
In de lente van 2007 keerde Sydal terug naar Dragon Gate en won daar tijdens Dragon Gate Open de Brave Gate Championship van Masato Yoshino. Sydal was de eerste gaijin (niet-japanse) was die de titel won.

### World Wrestling Entertainment/WWE (2007-2014)

#### Opleiding
Na sluiting van de Wrestling Society X, werd hij een "free agent", Sydal ondertekende een (opleidings)contract met de World Wrestling Entertainment (WWE). Sydal maakte op 10 oktober 2007 zijn debuut in Ohio Valley Wrestling (OVW), een opleidingscentrum van WWE, en versloeg Jamin Olivia. In december 2007 won Sydal het OVW Heavyweight Championship door Mike Kruel te verslaan. Op 7 februari 2008 werd aangekondigd dat de WWE een conflict had met OVW en beëindigde hun samenwerking. Als resultaat moest Sydal zijn titel afstaan. Sydal werd verplaatst naar Florida Championship Wrestling en maakte op 22 maart 2008 zijn debuut door TJ Wilson te verslaan, voordat hij opgeroepen was voor het WWE-rooster.

#### Hoofdrooster

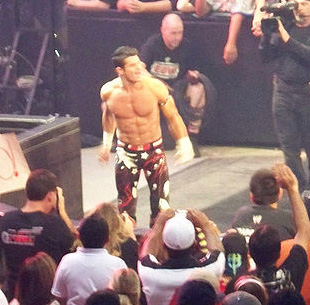
Korklan als Bourne in een ECW-aflevering

Sydal maakte op 3 juni 2008 zijn ECW-debuut en de rol had van een face (fan favoriet). Op diezelfde avond verloor hij de match van Shelton Benjamin in een Count-out nadat Sydal door Benjamin op gastcommentator Kofi Kingston geworpen was. Een week later werd Sydal, onder de ringnaam Evan Bourne, officieel lid van het ECW-rooster.
In oktober op Cyber Sunday 2008 was Bourne door de fans uitgekozen om het op te nemen tegen Matt Hardy voor het ECW Championship, maar verloor de match nadat Hardy de "Twist of Fate" uitvoerde. Twee dagen later raakte Bourne tijdens de zes-man tag team match geblesseerd, nadat hij een gevaarlijke duik uitvoerde en met zijn enkel zwaar tegen de grond belandde. Door deze blessure was hij maandenlang inactief. Op 8 december 2008 won Bourne een Slammy Award voor "Best Finishing Maneuver". Op 10 maart 2009, (uitgezonden 17 maart), maakte Bourne zijn terugkeer en versloeg Jamie Noble.
Op 29 juni 2009 werd Bourne naar WWE Raw gestuurd en maakte later op die avond zijn Raw-debuut. Eind 2009 verdiende Bourne een United States Championship match tegen The Miz maar het lukte Bourne niet om de titel te winnen van The Miz.
In midden 2010 was Bourne meermaals betrokken in de verhaallijn tussen John Cena en Edge omtrent het WWE Championship. Later had Bourne een verhaallijn met Chris Jericho en bereikte Bourne zijn hoogtepunt tijdens Money in the Bank waar hij een van de deelnemers was van de Money in the Bank ladder match. In het najaar van 2010 blesseerde Bourne zich en was vier maanden inactief.
Op 28 februari 2011 maakte Bourne zijn terugkeer en versloeg Sheamus, die voor de wedstrijd werd aangevallen door Triple H. Tijdens de Raw-aflevering van 22 augustus 2011 won Bourne samen met Kofi Kingston de tag team match van het duo David Otunga en Michael McGilicutty voor het WWE Tag Team Championship. Dat leidde tot de eerste WWE-titel voor Bourne. Een week later werd het duo Bourne en Kingston "Air Boom" genoemd, een naam die door de fans op Twitter verkozen was, nadat ze in de rematch van Otunga en McGilicutty hun titel met succes verdedigden.
Op 1 november 2011 kondigde de WWE via hun website aan dat Bourne voor 30 dagen was geschorst door zijn eerste inbreuk van hun gezondheidsregels. In de Superstars-aflevering van 8 december 2011 maakte Bourne, na zijn schorsing, zijn terugkeer in een wedstrijd tegen Epico die hij verloor. Tijdens een live evenement in Oakland op 15 januari 2012 verloor Air Boom de WWE Tag Team Championship titel aan Primo en Epico. Op 17 januari 2012 werd bekend dat Bourne voor 60 dagen geschorst werd wegens zijn tweede inbreuk van de gezondheidsregels. In mei 2012 was Korklan betrokken in een auto-ongeval, waarbij hij op vijf verschillende plaatsen zijn voet brak.
Na een jaar afwezigheid keerde hij op 28 maart 2013 terug op een NXT live-evenement, waar hij Sami Zayn versloeg.
op 12 juni 2014 maakte WWE bekend dat het diverse werknemers ontslagen heeft, hieronder viel ook Korklan

## Prestaties
- The Baltimore SunEvan Bourn is een voormalige WWE Tag Team Champion.
  - Newcomer of the Year (2008)[8]
- Dragon Gate

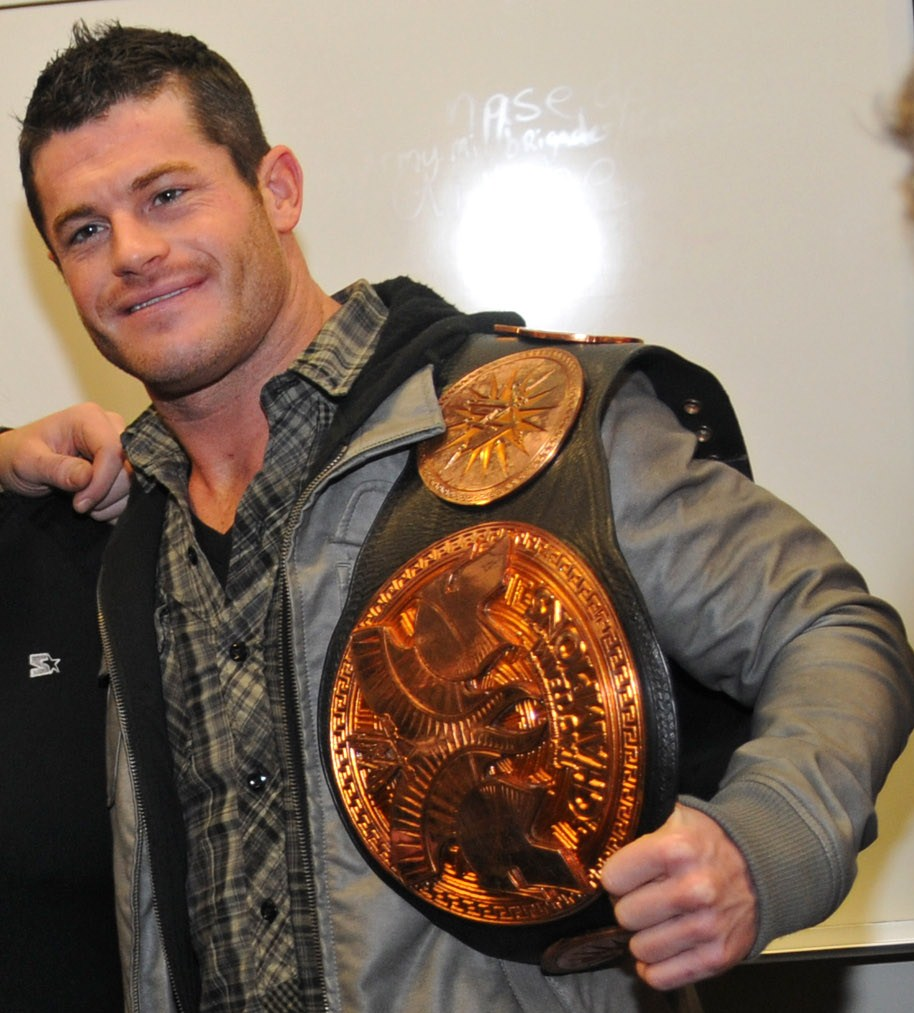
Evan Bourn is een voormalige WWE Tag Team Champion.

  - Open the Brave Gate Championship (1 keer)[5]
- Impact Wrestling
  - Impact Grand Championship (1 keer)[9]
  - Impact X Division Championship (1 keer)[10]
  - Sony SIX X Division Invitational Trophy (2017)
- Independent Wrestling Association Mid-South
  - IWA Mid-South Light Heavyweight Championship (1 keer)
  - Ted Petty Invitational (2005)
- Israeli Pro Wrestling Association
  - IPWA Heavyweight Championship (1 keer)[5]
- New Japan Pro Wrestling
  - IWGP Junior Heavyweight Tag Team Championship (2 keer)[5] – met Ricochet
  - NEVER Openweight 6-Man Tag Team Championship (1 keer)[5] – met Ricochet en Satoshi Kojima

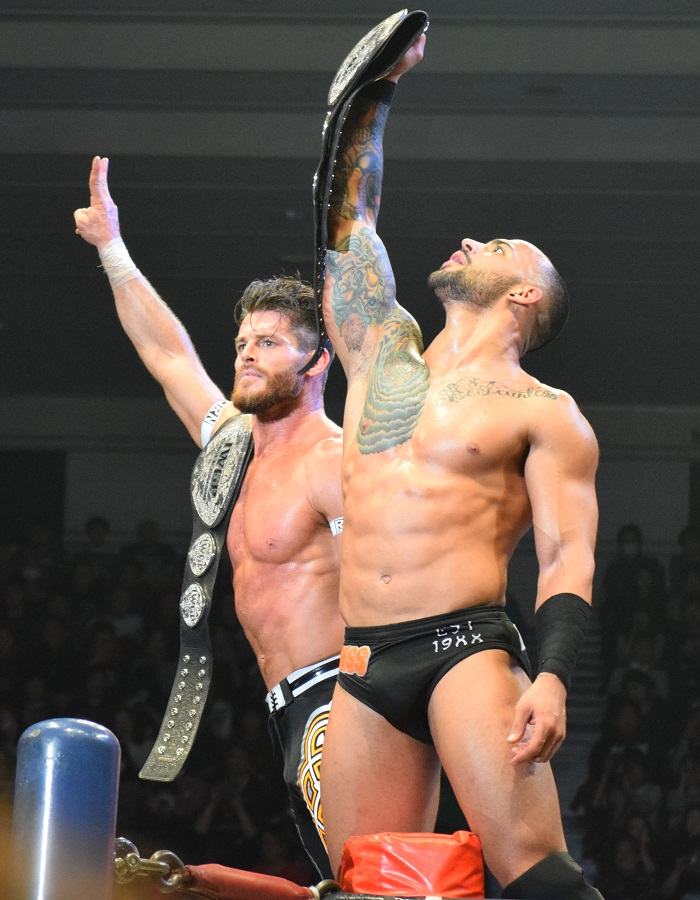
Sydal en Ricochet als de IWGP Junior Heavyweight Tag Team Champions.

  - Sydal en Ricochet als de IWGP Junior Heavyweight Tag Team Champions.Super Jr. Tag Tournament (2015) – with Ricochet
- NWA Midwest
  - NWA Midwest X Division Championship (2 keer)
- Ohio Valley Wrestling
  - OVW Heavyweight Championship (1 keer)[5]
- Pro Wrestling Fit
  - PWF Lord Of The World Championship (1 keer)
- Pro Wrestling Illustrated
  - Gerangschikt op #63 van de 500 worstelaars in de PWI 500 in 2009 en 2010[11][12]
- Ring of Honor
  - ROH World Tag Team Championship (1 keer)[5] – met Christopher Daniels
- SoCal Uncensored
  - Match of the Year (2016) met Ricochet en Will Ospreay vs. Adam Cole en The Young Bucks (Matt Jackson en Nick Jackson) op 3 september
- World League Wrestling
  - WLW Junior Heavyweight Championship (1 keer)[5]
- WWE
  - WWE Tag Team Championship (1 keer) – met Kofi Kingston
  - Slammy Award (1 keer)
    - Finishing Maneuver of the Year (2008)[13] – Air Bourne
- Wrestling Observer Newsletter
  - Best Flying Wrestler (2008)[6]
  - Best Wrestling Maneuver (2008)[6] Shooting star press
  - Most Underrated (2009)[14]